# Kamal Riad Nosseir
Kamal Riad Nosseir (in arabo كمال رياض نصر‎?; 8 gennaio 1912 – ...) è stato un cestista egiziano.
Era il fratello di Jwani Riad Nosseir.

## Carriera
Con l'Egitto ha disputato i Giochi olimpici di Berlino 1936.